# 諸察
諸察（1530年—？），字子潛，浙江紹興府餘姚縣人，軍籍，明朝政治人物。

## 生平
嘉靖四十年（1561年）辛酉科浙江鄉試第四十一名舉人。嘉靖四十一年（1562年）聯捷壬戌科會試第一百二名，二甲第六十四名進士。历官工部员外郎，隆慶元年（1567年）三月升四川按察司佥事，復除廣東佥事，六年十一月升廣東右参议、分守海北道，万历三年（1575年）十一月为两广总督殷正茂所弹劾，革职閑住。

## 家族
曾祖諸璇，七品散官；祖父諸文實，知縣；父諸仕，母于氏。具庆下。